# 米格尔·安杜兰
米格尔·安杜兰·拉腊亚（西班牙語：Miguel Indurain Larraya，1964年7月16日—），已退役的西班牙公路自行车赛车手。他曾经连续五次获得环法自行车赛总排名第一（1991年-1995年）。他还获得两次环意自行车赛第一名，成为历史上在同一个赛季同时获得环法自行车赛和环意自行车赛冠军的7个人之一。他在环法自行车赛共穿了60天领先者的黄色领骑衫。安杜兰身高1.88米（6英尺2英寸），体重80公斤（176磅），有昵称 "Miguelón"（“大米蓋爾”）。他是有史以来最年轻的获得西班牙全国业余公路总冠军的车手，当时他18岁。20岁时成为环西自行车赛最年轻领骑者，还获得Tour de l'Avenir赛段冠军。

## 职业生涯成绩
环法自行车赛
1984年: 退出
1985年: 退出，第四赛段
1986年: 退出，第八赛段
1987年: 97名
1988年: 47名
1989年: 17名
1990年: 10名
1991年: 第1名
1992年: 第1名
1993年: 第1名
1994年: 第1名
1995年: 第1名
1996年: 11名
环西自行车赛
1984年: 退出
1985年: 84名
1986年: 92名
1987年: 退出
1988年: 退出
1989年: 退出
1990年: 第7名
1991年: 第2名
1996年: 退出，第十二赛段
环意自行车赛
1992年: 第1名
1993年: 第1名
1994年: 第3名
主要成绩
 世锦赛计时赛（1995年）
 奥运会男子个人计时赛（1996年）

### 三大公路自行车赛结果时间表
| 自行车赛 | 1984年 | 1985年 | 1986年 | 1987年 | 1988年 | 1989年 | 1990年 | 1991年 | 1992年 | 1993年 | 1994年 | 1995年 | 1996年 |
| -------- | ------ | ------ | ------ | ------ | ------ | ------ | ------ | ------ | ------ | ------ | ------ | ------ | ------ |
| 环意     | —      | —      | —      | —      | —      | —      | —      | —      | 1      | 1      | 3      | —      | —      |
| 环法     | —      | WD     | WD     | 97     | 47     | 17     | 10     | 1      | 1      | 1      | 1      | 1      | 11     |
| 环西     | WD     | 84     | 92     | WD     | WD     | WD     | 7      | 2      | —      | —      | —      | —      | WD     |

WD =退赛
— =未参加